# Magdalena (alimento)

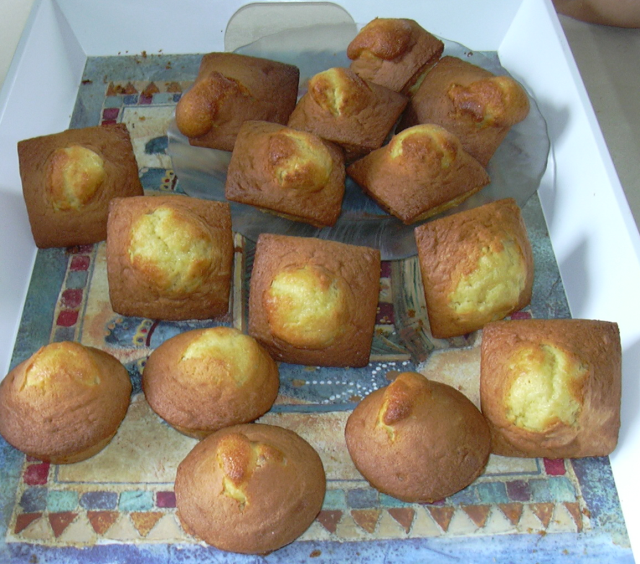
Magdalenas redondas y cuadradas.

La magdalena (del francés: madeleine) es un pequeño bollo tradicional de Francia y España. Las magdalenas francesas tienen la forma de una concha pequeña, que se obtiene cociéndolas al horno en una placa metálica que tiene hoyos con dicha forma. Hoy en día las españolas se suelen hacer en moldes pequeños de papel rizado o también de silicona. Tienen un gusto similar al bizcocho aromatizado con limón.
La receta lleva los mismos ingredientes que el bizcocho mencionado, pero en distintas proporciones: huevos, azúcar, mantequilla, harina de trigo, gasificante, y aroma de limón obtenido generalmente de la cáscara.
Este bollo presenta variantes en su elaboración en función del país. En España es costumbre utilizar asimismo la ralladura de la cáscara de una naranja. En la receta tradicional francesa, se baten las claras de huevo a punto de nieve para dar más ligereza a la masa. Las magdalenas del país galo adoptan formas diversas, mientras que las españolas son de forma similar a las magdalenas inglesas. 
Algunos bollos parecidos de otras gastronomías son el muffin o el cupcake.

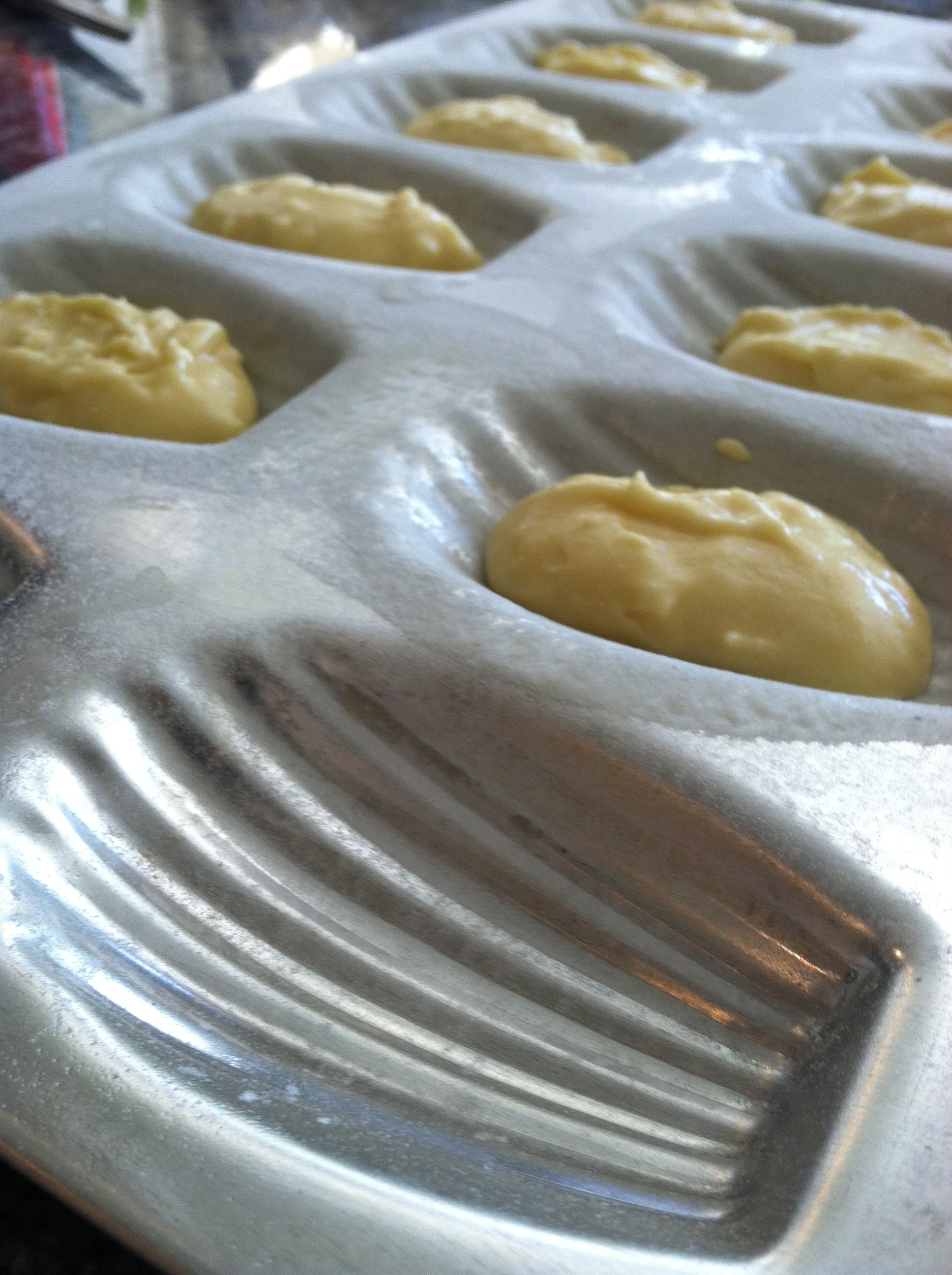
Masa de magdalena en sus moldes antes de hornear.